# بيير براون
بيير براون هو منافس ألعاب قوى كندي، ولد في 14 يناير 1980 في تورونتو في كندا.

## وصلات خارجية
- بيير براون على موقع الاتحاد الدولي لألعاب القوى (الإنجليزية)
- بيير براون على موقع أوليمبيديا (الإنجليزية)
- بيير براون على موقع اللجنة الأولمبية الكندية (الإنجليزية)
- بيير براون على موقع اتحاد ألعاب الكومنولث (مؤرشف) (الإنجليزية)